# Rhein-Klasse (1961)
Als Rhein-Klasse wurden die Tender der Klasse 401 der Deutschen Marine bezeichnet. Benannt war die Klasse nach dem Typschiff Rhein, das im Jahr 1958 auf Kiel gelegt, 1959 getauft und 1961 in Dienst gestellt wurde und bis zu seiner Außerdienststellung 1992 dem 3. Schnellbootgeschwader als Unterstützungseinheit diente. Insgesamt wurden acht Schiffe dieses Typs gebaut, neben der Rhein noch Elbe, Main, Neckar, Ruhr, Weser, Werra und Donau.
Tender sind Versorgungs- und Führungsschiffe und versorgen kämpfende Einheiten (Schnellboote, Minenabwehrfahrzeuge, U-Boote) auf See mit allem Notwendigen. Nur durch diese Mutterschiffe sind längere Stehzeiten auf See möglich. Die Tender übernehmen die Versorgung mit Kraftstoff, Wasser und Proviant, zudem stellen sie Werkstätten, Ersatzteile und Werkzeuge bereit sowie für die Soldaten an Bord eine Krankenstation mit Operationssaal.
Nach der Außerdienststellung wurden vier der Schiffe verschrottet, drei an die Türkei und eines an Griechenland verkauft.
Zur Rhein-Klasse zählen auch die Typen Klasse 402 (Mosel-Klasse für Minensucher) mit drei gebauten Einheiten (Mosel, Isar, Saar) und Klasse 403 (Lahn-Klasse für U-Boote) mit zwei Einheiten (Lahn und Lech).
Je nach Einsatzzweck (Schnellboot- oder Minensuchboottender) kamen unterschiedliche Antriebskonzepte zum Einsatz (dieselelektrischer Antrieb oder Dieselmotoren).

## Liste der Schiffe
| Kennung           | Name              | Bauwerft                       | Kiellegung        | Stapellauf        | Indienststellung  | Außerdienststellung |
| Tender Klasse 401 | Tender Klasse 401 | Tender Klasse 401              | Tender Klasse 401 | Tender Klasse 401 | Tender Klasse 401 | Tender Klasse 401   |
| ----------------- | ----------------- | ------------------------------ | ----------------- | ----------------- | ----------------- | ------------------- |
| A 58              | Rhein             | Schlieker-Werft                | 1958              | 10. Dezember 1959 | 6. November 1961  | 26. Juni 1992       |
| A 61              | Elbe              | Schlieker-Werft                | 1. September 1959 | 5. Mai 1960       | 17. April 1962    | 17. Dezember 1992   |
| A 62              | Weser             | Elsflether Werft               | 1. August 1959    | 11. Juni 1960     | 14. Juli 1962     | 18. Juli 1975       |
| A 63              | Main              | Lindenau Werft                 | 1. August 1959    | 23. Juli 1960     | 29. Juni 1963     | 25. November 1993   |
| A 64              | Ruhr              | Schlieker-Werft / Blohm + Voss |                   | 18. August 1960   | 2. Mai 1964       | 20. Dezember 1971   |
| A 66              | Neckar            | Lürssen                        | 22. Dezember 1960 | 26. Juni 1961     | 7. Dezember 1963  | 30. November 1989   |
| A 68              | Werra             | Lindenau Werft                 | 5. Oktober 1959   | 26. März 1963     | 2. September 1964 | 21. März 1991       |
| A 69              | Donau             | Schlichting-Werft              | 24. Dezember 1959 | 26. November 1960 | 23. Mai 1964      | 1. Dezember 1994    |
| Tender Klasse 402 |                   |                                |                   |                   |                   |                     |
| A 67              | Mosel             | Schlieker-Werft / Blohm + Voss |                   | 15. Dezember 1960 | 8. Juni 1963      | 28. Juni 1990       |
| A 54              | Isar              | Blohm + Voss                   |                   | 14. Juli 1962     | 25. Januar 1964   | 29. Dezember 1980   |
| A 65              | Saar              | Norderwerft                    | 15. Dezember 1959 | 11. März 1961     | 11. Mai 1963      | 6. Mai 1992         |
| Tender Klasse 403 |                   |                                |                   |                   |                   |                     |
| A 55              | Lahn              | Flender-Werke                  | 17. April 1961    | 21.11.1961        | 24. März 1964     | 25. April 1991      |
| A 56              | Lech              | Flender-Werke                  | 20. Juli 1961     | 4. Mai 1962       | 8. Dezember 1964  | 30. Juni 1989       |